# Gunung Antara
Gunung Antara is een bestuurslaag in het regentschap Bener Meriah van de provincie Atjeh, Indonesië. Gunung Antara telt 351 inwoners (volkstelling 2010).